# Eristalinus placens
Eristalinus placens är en tvåvingeart som först beskrevs av Walker 1864.  Eristalinus placens ingår i släktet slamflugor, och familjen blomflugor. Inga underarter finns listade i Catalogue of Life.